# تصنيف العميل المتوقع
تصنيف العميل المتوقع هو طريقة تستخدم لتصنيف العملاء طبقًا لمقياس يمثل القيمة المتوقعة التي تمثلها كل عميل متوقع للمنظمة. وتُستخدم النتيجة في تحديد الوظيفة التي سيشترك فيها العميل المتوقع (على سبيل المثال، المبيعات أو الشركاء أو العملاء عن بعد) حسب الأولوية.
وتتضمن أدقّ نماذج تصنيف العميل المتوقع كلا من المعلومات الصريحة والضمنية. حيث تعتمد التصنيفات الصريحة على المعلومات المقدمة من العميل المتوقع أو المعلومات التي يتم الحصول عليها والمتعلقة بالعميل، على سبيل المثال حجم الشركة أو قطاع الصناعة أو المنصب الوظيفي أو الموقع الجغرافي. وتُستخلص التصنيفات الضمنية من مراقبة سلوك العميل. ومن الأمثلة على ذلك عدد زيارات موقع الويب وتحميلات المستندات أو فتح البريد الإلكتروني أو عدد النقرات.
وعندما يكون نموذج تصنيف العميل المتوقع فعالاً، تتمثل الفوائد الأساسية له في الآتي:
- الكفاءة والفعالية المتزايدة للمبيعات. يركز تصنيف العميل المتوقع على العملاء الذين تعتبرهم المؤسسة أكثر قيمةً، مما يضمن عدم إرسال العملاء غير المؤهلين أو ذوي القيمة المنخفضة للاشتراك في المبيعات.
- زيادة الفاعلية التسويقية  يحدد نموذج تصنيف العميل المتوقع للقائمين على التسويق نوع العملاء أو السمات الأكثر أهمية لديهم؛ الأمر الذي يساعد التسويق في تحديد برامجه الواردة والصادرة بفعاليةٍ أكثر وتقديم عملاء أعلى جودةً إلى المبيعات.
- زيادة التنسيق بين المبيعات والتسويق. يساعد تصنيف العميل المتوقع في تعزيز العلاقة بين التسويق والمبيعات من خلال تشكيل لغة مشتركة تُمكِّن المسئولون عن التسويق والمبيعات من مناقشة جودة وعدد العملاء المتوقعين.